# 屏東市 (省轄市)

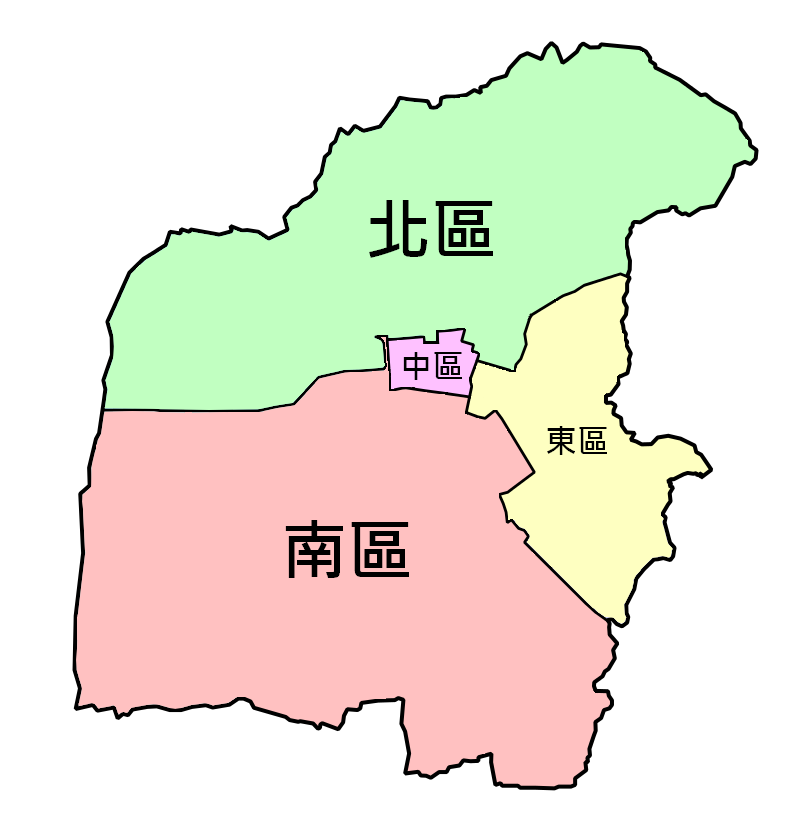
1951年降格前的屏東市

屏東市為中華民國臺灣省1945年至1950年間下轄的省轄市。1945年二戰終結後，日治時期的屏東市改制為隸屬臺灣省之省轄市，隔年併入高雄縣數個鄉鎮。
1950年臺灣省政府調整行政區域，屏東市部分市轄區析出，與高雄縣部分鄉鎮合併成立屏東縣。隔年屏東市降格為縣轄市，併入屏東縣。

## 沿革
二次大戰後，日本投降，國民政府接收臺灣，改為台灣省；原臺灣總督府所轄五州三廳改為台灣省管轄的八個縣，各州所轄的州轄市改為台灣省管轄的省轄市，各州所轄的郡改為八個縣轄屬的縣轄區，各郡所轄的街庄改為縣轄區轄屬的鄉鎮。1945年11月，高雄州屏東市改制為臺灣省屏東市，為臺灣九個省轄市之一，轄屬臺灣省政府，並將市區劃分為四個行政區。1946年4月，再將高雄縣東港區的萬丹鄉、屏東區的長興鄉（範圍為今之屏東縣長治鄉和麟洛鄉）、九塊鄉和鹽埔鄉的下倉村（今九如鄉玉泉村）劃入屏東市，改制為萬丹區、長治區、九如區（含下倉村）三個行政區，合計為七個市轄區。
1950年10月1日，臺灣省政府調整行政區域，屏東市萬丹區、長治區、九如區三區，與高雄縣轄屬的高樹鄉、鹽埔鄉、里港鄉，以及高雄縣潮州區、東港區、恆春區、高峰區等縣轄區所轄鄉鎮合併成立屏東縣；原屏東市轄屬三區改制為萬丹鄉、長治鄉、九如鄉。1951年11月30日，將屏東市轄屬東區、南區、北區、中區等四區合併裁撤為縣轄市，並成為屏東縣縣治。

## 行政區劃
1945年，初設有四區，1946年4月，自高雄縣編入萬丹、長興（今長治鄉、麟洛鄉）、九塊（今九如鄉）三鄉改制為區，合計七區：
- 東區
- 南區
- 北區
- 中區
- 萬丹區
- 長治區
- 九如區

## 歷任首長
| 任次 | 姓名   | 黨籍       | 任職期間                      | 備註                                   |
| 1    | 孔德興 | 無黨籍     | 1945年9月1日－1945年11月26日  | 以地方人士接任，辦理接管工作。         |
| 2    | 龔履端 | 中國國民黨 | 1945年11月27日－1948年4月15日 | 行政長官公署參議調任；後改任臺中縣長。 |
| 3    | 何擧帆 | 中國國民黨 | 1948年4月16日－1951年4月30日  | 擔任到改制為屏東縣後，首任縣長上任。   |

## 外部連結
| 先前機關： 屏東市 (州轄市) | 屏東市 1945年－1950年 | 後繼機關： 1950年起：屏東縣 1951年-：屏東市 (縣轄市) |